# 함양 상림
함양 상림은 대한민국 경상남도 함양군에 있는 대한민국의 천연기념물 제154호로 1962년 12월 3일 지정되었다. 상림의 면적은 약 21 헥타르(ha)이고 각종 수목 2만여 그루가 살고 있다. 전형적인 온대남부 낙엽활엽수림으로 잘 보존되고 있어 인공 숲으로서의 역사적 학술적 가치를 인정받고 있다.
일명 대관림(大舘林), 선림(仙林)이라고도 하는데, 한국에서 가장 오래된 인공림으로 400여 종의 수목이 있어서 식물학상으로도 좋은 연구 거리가 된다. 봄 꽃, 여름의 녹음, 가을의 단풍으로 예부터 유명한 곳이다. 1,100여년의 역사와 문화를 간직하고 있어 "천년의 숲"이라고 불리고 있으며, 공원 주변에 연꽃단지와 위천천의 맑은 물이 있어 년중 사시사철 많은 관광객이 찾고 있는 공원이다.

## 역사
함양상림공원의 유래는 신라 진성여왕때 고운 최치원 선생이 천령군(함양군의 옛명칭)의 태수로 있으면서 백성을 재난으로부터 보호하기 위해 조성하였다. 당시에는 위천강이 함양읍의 중앙을 흐르고 있었기 때문에 홍수가 빈번하였다. 이러한 피해를 막기 위해 강물을 돌리고 둑을 쌓고, 둑 옆에 나무를 싶어 가꾸었다. 처음에는 대관림이라고 불렀으나, 이후 큰 홍수가 나서 중간부분이 유실되어 상림과 하림으로 나누어지게 되었다. 하림은 많이 훼손되었으나, 상림은 본래의 모습을 그대로 유지되고 있어 남아 있는 부분의 이름만을 따서 상림이라고 부르게 되었다.